# Нильссон, Ивар
Ивар Бенгт Нильссон (швед. Ivar Bengt Nilsson; 12 июня 1933, Гётеборг, Гётеборг-Бохус — 26 февраля 2019, Hindås) — шведский конькобежец, выступавший за сборную Швеции по конькобежному спорту в первой половине 1960-х годов. Бронзовый призёр чемпионата мира в классическом многоборье, участник двух зимних Олимпийских игр.

## Биография
Ивар Нильссон родился 12 июня 1933 года в Гётеборге, Швеция.
Занимался конькобежным спортом в гётеборгском клубе «Вега».
Впервые заявил о себе на взрослом международном уровне в сезоне 1960 года, когда вошёл в основной состав шведской национальной сборной и выступил на чемпионате Европы в Осло, где занял итоговое четвёртое место. Позже стартовал на чемпионате мира по классическому многоборью в Давосе, показав двенадцатый результат. Благодаря череде удачных выступлений удостоился права защищать честь страны на зимних Олимпийских играх в Скво-Вэлли, стартовал здесь на дистанциях 5000 и 10 000 метров — занял седьмое и четвёртое места.
После Олимпиады в США Нильссон остался в составе конькобежной команды Швеции на ещё один олимпийский цикл и продолжил принимать участие в крупнейших международных соревнованиях. Так, в 1961 году он стал четвёртым на европейском первенстве в Хельсинки и шестым на домашнем мировом первенстве в Гётеборге.
В 1962 году показал 13 результат на чемпионате Европы в Осло, тогда как чемпионате мира в Москве был лучшим на дистанции 5000 метров, стал вторым на дистанции 10 000 метров и завоевал бронзовую медаль в общем зачёте всех дисциплин, уступив по очкам только советскому конькобежцу Виктору Косичкину и голландцу Хенку ван дер Грифту.
На европейском первенстве 1963 года в Гётеборге был шестым, при этом на мировом первенстве в Каруидзаве расположился в итоговом протоколе на восьмой строке.
В 1964 году на чемпионате Европы в Осло занял 14 место, в то время как на чемпионате мира в Хельсинки оказался восьмым. Находясь в числе лидеров шведской национальной сборной, благополучно прошёл отбор на Олимпийские игры в Инсбруке — на сей раз занял 19 место на дистанции 1500 метров, седьмое место на дистанции 5000 метров и закрыл десятку сильнейших на дистанции 10 000 метров.
Последний раз показывал сколько-нибудь значимые результаты в конькобежном спорте на международной арене в сезоне 1965 года, когда стал шестнадцатым на европейском первенстве в Гётеборге и пятнадцатым на мировом первенстве в Осло.
Личные рекорды: 500 м — 42,6 (1963); 1500 м — 2:10,5 (1963); 5000 м — 7:42,8 (1964); 10000 м — 16:02,9 (1963).
Выступавший примерно в то же время шведский конькобежец Йонни Нильссон приходится Ивару Нильссону однофамильцем.
Умер 26 февраля 2019 года в городке Хиндос в возрасте 85 лет.